# Subestação

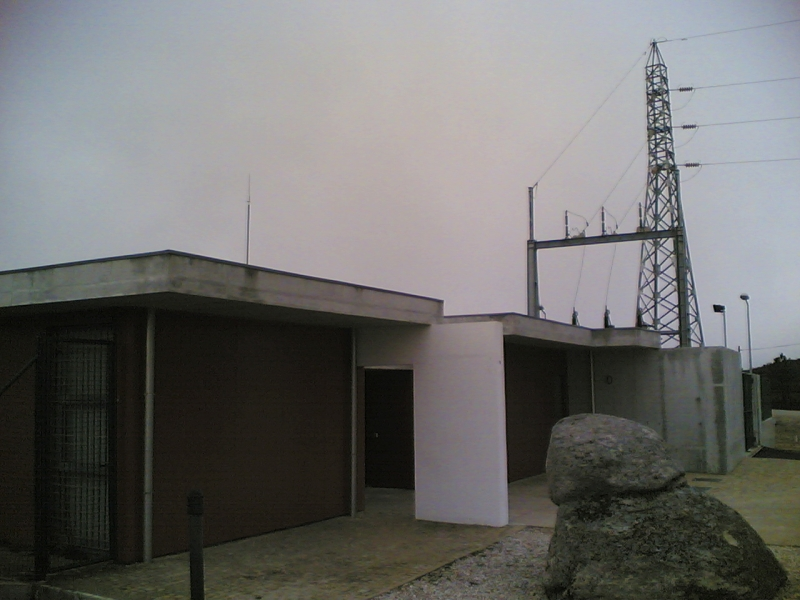
Subestação para transformação e transporte de energia eléctrica do parque eólico da Serra do Barroso, Portugal

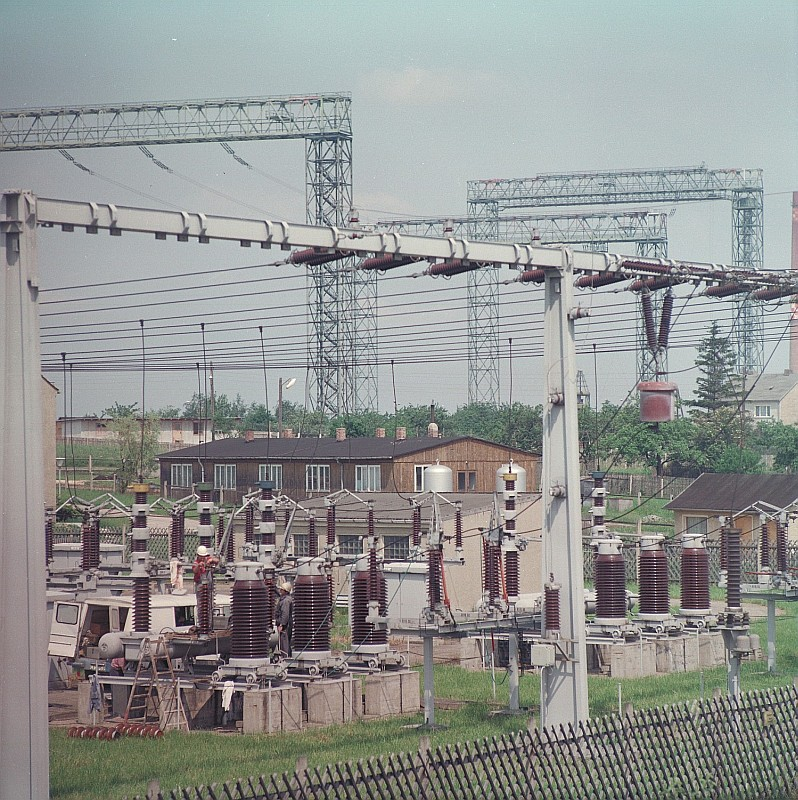
Subestação de energia em Hermsdorf na Alemanha

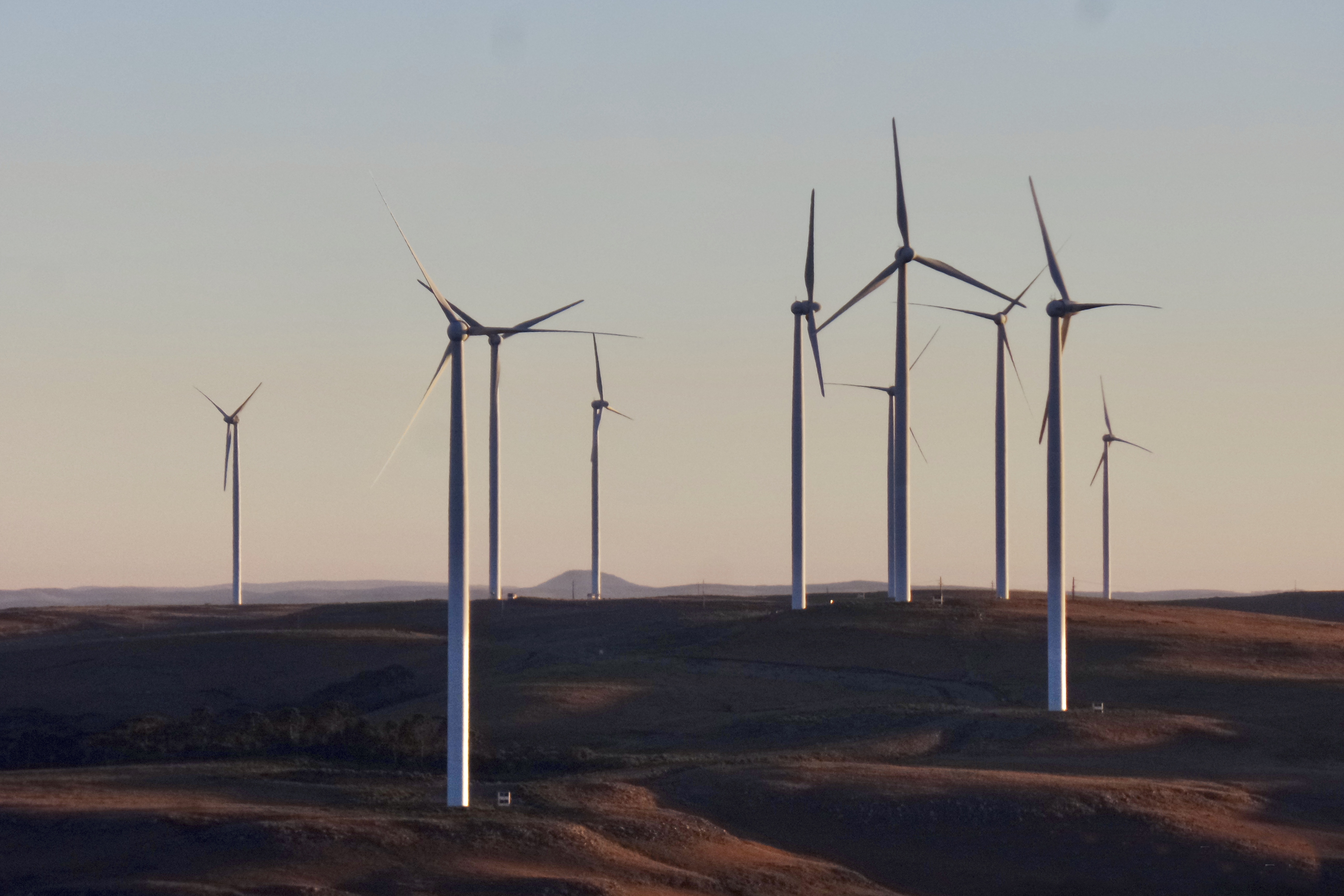
Aerogeradores em Bom Jardim da Serra, Santa Catarina, Brasil

Uma subestação é uma instalação elétrica de alta potência, contendo equipamentos para transmissão e distribuição de energia elétrica, além de equipamentos de proteção e controle.
Funciona como ponto de controle e transferência em um sistema de transmissão de energia elétrica, direcionando e controlando o fluxo energético, transformando os níveis de tensão e funcionando como pontos de entrega para consumidores industriais.
Durante o percurso entre as usinas e as cidades, a eletricidade passa por diversas subestações, onde aparelhos chamados transformadores aumentam ou diminuem a sua tensão. Ao elevar a tensão elétrica no início da transmissão, os transformadores evitam a perda excessiva de energia ao longo do percurso. Ao rebaixarem a tensão elétrica perto dos centros urbanos, permitem a distribuição da energia por toda a cidade.
Apesar de mais baixa, a tensão utilizada nas redes de distribuição ainda não está adequada para o consumo residencial imediato. Por isso, se faz necessária a instalação de transformadores menores, instalados nos postes das ruas, para reduzir ainda mais a tensão que vai para as residências, estabelecimentos comerciais e outros locais de consumo. 

## No Brasil
É importante lembrar que o fornecimento de energia elétrica no Brasil é feito por meio de um grande e complexo sistema de subestações e linhas de transmissão, interligadas às várias usinas de diversas empresas. Assim, uma cidade não recebe energia gerada por uma única usina, mas por diversas usinas - hidrelétricas, termelétricas ou nucleares - que constituem o chamado Sistema Interligado Nacional (SIN).
A origem histórica do nome se perdeu e hoje ninguém sabe informar porque se usa o termo subestação para estas instalações.

## Tipos de subestações
Há alguns tipos de subestações: externa, abrigada e blindada. Sua funções são: emissora e receptora de transmissão, de distribuição e consumidora.

## A importância da manutenção de subestações
A manutenção preventiva em subestações é de suma importância para garantir a confiabilidade, segurança e eficiência do sistema elétrico. Dentre os benefícios destacam-se na importância da manutenção preventiva em subestações:
Confiabilidade Operacional: A manutenção preventiva ajuda a identificar e corrigir problemas potenciais antes que se tornem falhas significativas.
Prolongamento da Vida Útil dos Equipamentos: A realização de manutenções regulares ajuda a evitar o desgaste prematuro dos equipamentos da subestação.
Segurança: A manutenção preventiva contribui para identificar e corrigir condições de operação que podem representar riscos de segurança.
Eficiência Energética: Equipamentos elétricos que estão em bom estado de funcionamento tendem a operar de maneira mais eficiente.
Economia Financeira: A manutenção preventiva é geralmente mais econômica do que a manutenção corretiva, que é realizada após a ocorrência de falhas.
Conformidade com Normas e Regulamentações: Muitas normas e regulamentações exigem a realização de manutenção regular em subestações para garantir a conformidade com padrões de segurança e desempenho.